# Beiarn
67°0′27″N 14°34′30″Ø / 67.00750°N 14.57500°Ø
Beiarn (samisk Báidár) er en kommune i Salten i Nordland. Den grænser i nord til Bodø, i øst til Saltdal, i syd til Rana og i vest til Meløy og Gildeskål.
Beiarn er kendt for gode laksefiskeri fra medio juni til september, og Beiarelven er af de bedste i Nordland for både laks og ørred.

## Erhvervsslsiv
Landbrug er det vigtigste erhverv i kommunen.

## Geografi
I nordvest går bygden langs den trange Beiarfjorden og går østover til Beiarelvens munding. Den fortsætter langs Beiarelva, først omtrent 15 km østover før elven vender mod syd omkring 40 km. I syd ender vejen i Trollbjerget. Beiarelvens egentlige navn er Storåga.
Langs nordsiden af Beiarfjorden er der en fjeldvæg som kaldes Seglfjellet, på grund af en stenformation som ligner et nordlandssejl.
Dele af Saltfjellet-Svartisen nationalpark ligger i Beiarn.

### Fjeldtoppe
- Skjelåtind: 1640 moh
- Høgtind: 1405 moh
- Ramsgjeltind: 1237 moh
- Tellingen: 1248 moh

## Seværdigheder
- Bygdemuseum: Beiarn bygdetun
- Kirker: Beiarn kirke, Høyforsmoen kapel, Stavkirken på Savjord
- Seglfjeldet
- Beiarskardet